# Vagabundo (álbum)
Vagabundo es la segunda larga duración (1996) de Draco Rosa como solista. Esta obra es la más pesada y obscura que ha publicado en su carrera, con influencias que van del metal alternativo, pasando por el rock gótico, rock alternativo hasta el rock psicodélico. La canción "Madre Tierra" sirvió como sencillo para promocionar el disco, de la cual también se realizó un vídeo musical. 
Las letras en este trabajo discográfico hablan de tópicos como la melancolía, depresión, amor, desamor y cuestionamientos filosófico/poéticos acerca de la existencia de Draco Rosa en aquella época, puesto que estaba experimentando con drogas y padeciendo depresiones al momento de componer y grabar este disco. El álbum también presenta un amplio rango vocal de Draco, en donde incluso grita en algunas canciones. 
"Vagabundo" a pesar de ser un disco de culto para el Rock en Español, en el momento de su publicación tuvo poca repercusión mediática y no fue comercialmente exitoso. Sin embargo, con los años se ha hecho una obra emblemática y mítica en toda habla hispana. Las personas involucradas en su grabación van desde músicos de toda Latinoamérica, así como personajes norteamericanos. El baterista que soportó la gira promocional del disco fue Frank Ferrer, quien años después se haría inmensamente reconocido por ser el actual baterista de Guns N' Roses, quien ha estado allí por más de diez años.
Cabe resaltar que por la época en que este álbum fue compuesto, grabado y lanzado, Draco Rosa gozaba de alta popularidad como productor y compositor para otros artistas, tales como Ricky Martin.
Draco Rosa se atrevió a sacar un trabajo discográfico de Rock, cantado totalmente en Español y que en su momento sonó totalmente diferente a cualquier otro disco y toda la escena roquera comercial de aquel momento. Este álbum lo llevó de gira por toda Latinoamérica, haciendo algunas apariciones en MTV y presentándose en el festival Rock al Parque en su edición de 1998.
Para el año 2017, Draco Rosa celebró el 21° Aniversario de "Vagabundo" girando por toda Latinoamérica y ejecutándolo en su totalidad en vivo. Así fue como regresó y cerró el festival Rock al Parque en su 23° edición.
Cabe destacar que las letras de las canciones "llanto subterráneo" y "para no olvidar" son extractos del poema "Algo sobre la muerte del mayor Sabines" del poeta mexicano Jaime Sabines escrito en 1973.
Los temas del álbum son:

1. Hablando del Amor

2. Madre Tierra

3. Llanto Subterráneo

4. Vagabundo

5. Penélope

6. Delirios

7. Para No Olvidar

8. Blanca Mujer

9. Vértigo

10. Vivir

11. Brujería

12. La Flor del Frío

13. Amantes Hasta el Fin

14. Mientras Camino
- Datos: Q7908445